# ギャラ飲み
ギャラ飲み（ギャラのみ）は、飲み会に参加し、その対価の謝金を受け取る行為に対する俗称。
お金を支払う側を「ゲスト」、受け取る側を「キャスト」という。ゲストは男性、キャストは女性であることが多く、キャストが男性の場合は「メンズギャラ飲み」ともいう。

## 問題点

### 闇営業
2019年7月、雨上がり決死隊の宮迫博之が反社会的勢力とギャラ飲みをしていたことが判明した。この他にもロンドンブーツ1号2号の田村亮など多数のお笑い芸人が同様の行為をおこなっていたことが判明し、闇営業として問題となった。

### 脱税
2022年2月、ギャラ飲みマッチングアプリ会社への東京国税局の調査により、派遣されるキャストの脱税疑惑が相次いでいることが報道された。所得税、無申告加算税、延滞金を含めた多額の追加徴税がされることが予測されている。弁護士の髙橋裕樹は、ギャラ飲みは「パパ活」とともに売春や金銭トラブル、男女トラブルの温床となっていると指摘している。